# Les Pereres
Les Pereres – miejscowość w Hiszpanii, w Katalonii, w prowincji Girona, w comarce Baixa Cerdanya, w gminie Fontanals de Cerdanya.
Według danych INE z 2005 roku miejscowość zamieszkiwało 20 osób.